# Anderson Paak
Anderson Paak (* 8. Februar 1986 in Oxnard, Kalifornien als Brandon Paak Anderson), eigene Schreibweise Anderson .Paak, ist ein US-amerikanischer R&B-Sänger, Rapper, Schlagzeuger und Musikproduzent. Früher veröffentlichte er unter dem Namen Breezy Lovejoy.

## Biografie

### 1986–2013: Frühes Leben und erste musikalische Erfahrungen
Anderson Paak ist geboren und aufgewachsen in Oxnard in Kalifornien als Teil einer afroamerikanisch-koreanischen Familie. Als er sieben Jahre alt war, sah er mit an, wie sein getrennt von seiner Mutter lebender Vater diese verprügelte und anschließend verhaftet und zu einer langjährigen Gefängnisstrafe verurteilt wurde. 1997 begann er in der lokalen Baptistenkirche mit dem Schlagzeugspielen und produzierte fortan in seinem Zuhause eigene Musik. Gegen Ende seiner Highschool-Ausbildung wurde dann seine Mutter wegen Betrugs in Millionenhöhe in Gewahrsam genommen. Von da an hielt er sich mit Gelegenheitsjobs und vereinzelten Auftritten als Musiker unter dem Künstlernamen Breezy Lovejoy über Wasser. Eine feste Arbeit bekam er schließlich auf einer legalen Marihuanaplantage in Santa Barbara und veröffentlichte 2010 eine erste EP mit dem Titel Violets Are Blue. 2011 wurde er jedoch unerwartet entlassen, was zu hohen Schulden führte, sodass er für kurze Zeit mit seiner Frau und dem gemeinsamen Kind obdachlos war.
Anderson wurde dann jedoch von Shafiq Husayn von Sa-Ra als Assistent, Kameramann, Editor, Songwriter und Produzent eingestellt. Dadurch erlangte er Zugang zu Sa-Ras Tonstudio, wo er seinen Erstling O.B.E., Vol. 1 fertigstellen konnte und diesen 2012, erneut unter dem Pseudonym Breezy Lovejoy, veröffentlichte.
Direkt danach wurde er von Haley Reinhart angeworben, die er als Schlagzeuger auf ihrer Tournee begleitete.

### 2013–2016: Änderung des Künstlernamens, Durchbruch mitSuedeund erste Charterfolge
2013 änderte er seinen Künstlernamen zu Anderson .Paak. Der Punkt soll ihn und andere dabei laut eigener Aussage stets an die Wichtigkeit von Details erinnern. Im selben Jahr nahm er unter dem neuen Namen eine EP auf, die ausschließlich aus Coverversionen bestand und dementsprechend Cover Art genannt wurde.
Im Jahr darauf erschien sein zweites Album, Venice. Darüber hinaus arbeitete er mit dem Produzenten des Labels Stones Throw Records, Knxwledge, zusammen und veröffentlichte mit diesem als das Duo NxWorries eine EP. Das darauf enthaltene Stück Suede sorgte im World Wide Web für Aufmerksamkeit, wo es auf den Plattformen SoundCloud und YouTube jeweils um die eine Million Aufrufe erhielt. Daraufhin erhielt Paak von einem A&R-Manager von Aftermath Entertainment eine Einladung zu einer Tonstudio-Sitzung mit Dr. Dre. Dieser hörte dabei Suede das erste Mal und war begeistert, was dazu führte, dass Paak auf sechs Liedern des Albums Compton vertreten war.
Dadurch wurde er schlagartig einer breiteren Öffentlichkeit bekannt und unterschrieb schließlich Ende 2016 einen Plattenvertrag bei Dr. Dres Aftermath Entertainment. Zunächst gab er allerdings zu Beginn des Jahres 2016 seinen nächsten Langspieler, Malibu, heraus, mit dem er seinen ersten Charterfolg erzielen konnte. Das Album erreichte die Schweizer und die US-Albumcharts, verließ beide aber bereits nach einer Woche wieder, bevor es 2017 in den USA noch zweimal wieder einstieg. Im Sommer 2016 gab er ein Tiny Desk Concert, das mit über 52 Millionen Aufrufen auf YouTube zum erfolgreichsten Konzert der Reihe avancierte.
Im Folgenden trat er auf den Werken von zahlreichen anderen Künstlern auf, bevor er wieder mit Knxwledge arbeitete und mit ihm als NxWorries das Album Yes Lawd! aufnahm.

### 2016–2017: Musikpreisnominierungen und Tourneen
Bei den Soul Train Music Awards 2016 wurde Paak für die Kategorien Best New Artist und Centric Certified Award nominiert. Den Centric Certified Award gewann er.
Für die 59. Verleihung der Grammys wurde er für den Award for Best New Artist und mit Malibu für den Award for Best Urban Contemporary Album vorgeschlagen, unterlag jedoch Chance the Rapper, respektive Lemonade von Beyoncé. Außerdem trat er gemeinsam mit A Tribe Called Quest, Busta Rhymes und Consequence bei der Zeremonie auf und nutzte die Bühne für einen Protest gegen den US-Präsidenten Donald Trump und insbesondere dessen Executive Order 13769.
Anschließend begleitete Paak als Opening Act, zusammen mit seiner Begleitband The Free Nationals, Bruno Mars für den Europa-Teil von dessen 24K-Magic-Welttournee, sowie danach J. Cole für den Nordamerika-Teil von dessen 4-Your-Eyez-Only-Welttournee.

### 2018–2019: Neue Singles,Oxnardund Grammygewinn
2018 stieg sein mit Ab-Soul und  James Blake aufgenommener Beitrag zur Kompilation Black Panther: The Album, Bloody Waters, wie fast alle Lieder des Albums in der Woche nach der Veröffentlichung, in die britischen Musikcharts ein. Der Song erreichte Platz 98 und verließ die Liste nach einer Woche wieder.
Wenig später erschien eine neue eigene Single von Anderson Paak, ’Til It’s Over. Das Lied war Teil einer Serie von Werbespots unter der Regie von Spike Jonze und in Zusammenarbeit mit FKA twigs für Apples HomePod. Im Mai 2018 folgte dann mit Bubblin’ eine weitere Single, für die auch ein Musikvideo und ein Remix mit Busta Rhymes veröffentlicht wurde. Bei der 61. Verleihung der Grammys gewann Bubblin’, gemeinsam mit King’s Dead von Jay Rock, Kendrick Lamar, Future und James Blake den Award for Best Rap Performance.
Beide Songs sollten jedoch nicht auf dem kommenden Album Oxnard enthalten sein. Stattdessen wurde als dessen erste Auskopplung Tints mit Kendrick Lamar ausgewählt. Der Titel erreichte im Vereinigten Königreich den 81. Rang der Charts, konnte sich darin aber nur eine Woche halten.
Am 16. November 2018 wurde Oxnard schließlich veröffentlicht. Das Werk wurde von Dr. Dre abgemischt, der gleichzeitig auch Executive Producer war. Mit dem Einstieg auf Platz 11 in den Billboard 200 und in diversen anderen Charts wurde es sein bis dahin bestplatziertes Album.

### 2019: Erste Headlinertourneen undVentura
Im Anschluss kündigte Anderson Paak seine erste große Tournee als Headliner an. Die Andy’s Beach Club World Tour führte ihn von Mitte Februar bis Ende März 2019 durch die USA und Europa. Von Mai bis Juni desselben Jahres fand außerdem die Best Teef In The Game Tour statt, bei der Anderson Paak bei allen Auftritten von Thundercat und The Free Nationals, sowie bei einigen von Earl Sweatshirt, Noname, Mac DeMarco oder Jessie Reyez unterstützt wurde.
Zwischen beiden Tourneen erschien am 12. April 2019 sein viertes Album Ventura. Mit Platz 4 in den Charts seines Heimatlandes erreichte er damit das bis dahin bestes Ergebnis seiner Karriere. Für das Album erhielt er erneut eine Auszeichnung bei der 62. Verleihung der Grammy Awards, diesmal in der Kategorie Best R&B Album. Einen weiteren Grammy bekam er für das auf dem Werk enthaltene Stück Come Home featuring André 3000 für die beste R&B-Darbietung.

### 2020–2022: Diverse Features & Singles,An Evening with Silk Sonic& Apeshit Inc.
Anfang 2020 wurde Eminems Album Music to Be Murdered By veröffentlicht. Anderson .Paak war hier auf dem Lied Lock It Up gefeatured. Wie viele andere Songs des Albums konnte es sich kurz in den Billboard Hot 100 einreihen und war damit .Paaks erste Platzierung in diesen Charts.
Im Frühjahr erschien der Animationsfilm Trolls World Tour, in dem .Paak der Rolle Prince D seine Stimme lieh. Auch auf dem zugehörigen Soundtrack war er bei mehreren Songs beteiligt.
Im Verlauf des weiteren Jahres fiel Anderson .Paak vor allem als Gastmusiker auf Werken anderer Künstler auf und veröffentlichte einige Singles. Von dem mit Rick Ross aufgenommenen Cut Em In, dem von Timbaland produzierten Jewelz und Lockdown erreichte letztgenanntes Werk die meiste Aufmerksamkeit. Es erschien an Juneteenth und behandelte neben Verweisen auf die zu dieser Zeit stattfindende COVID-19-Pandemie, auf die sich auch der Titel bezieht, vor allem die Black-Lives-Matter-Bewegung, insbesondere die Proteste infolge des Todes von George Floyd. Mit dem Song und dem dazugehörenden Musikvideo wurde er erneut für zwei Grammys nominiert: bei der 63. Verleihung in den Kategorien Best Melodic Rap Performance und Best Music Video. In der erstgenannten Kategorie erhielt er den Preis, das Musikvideo unterlag Brown Skin Girl von Beyoncé, Blue Ivy & Wizkid.

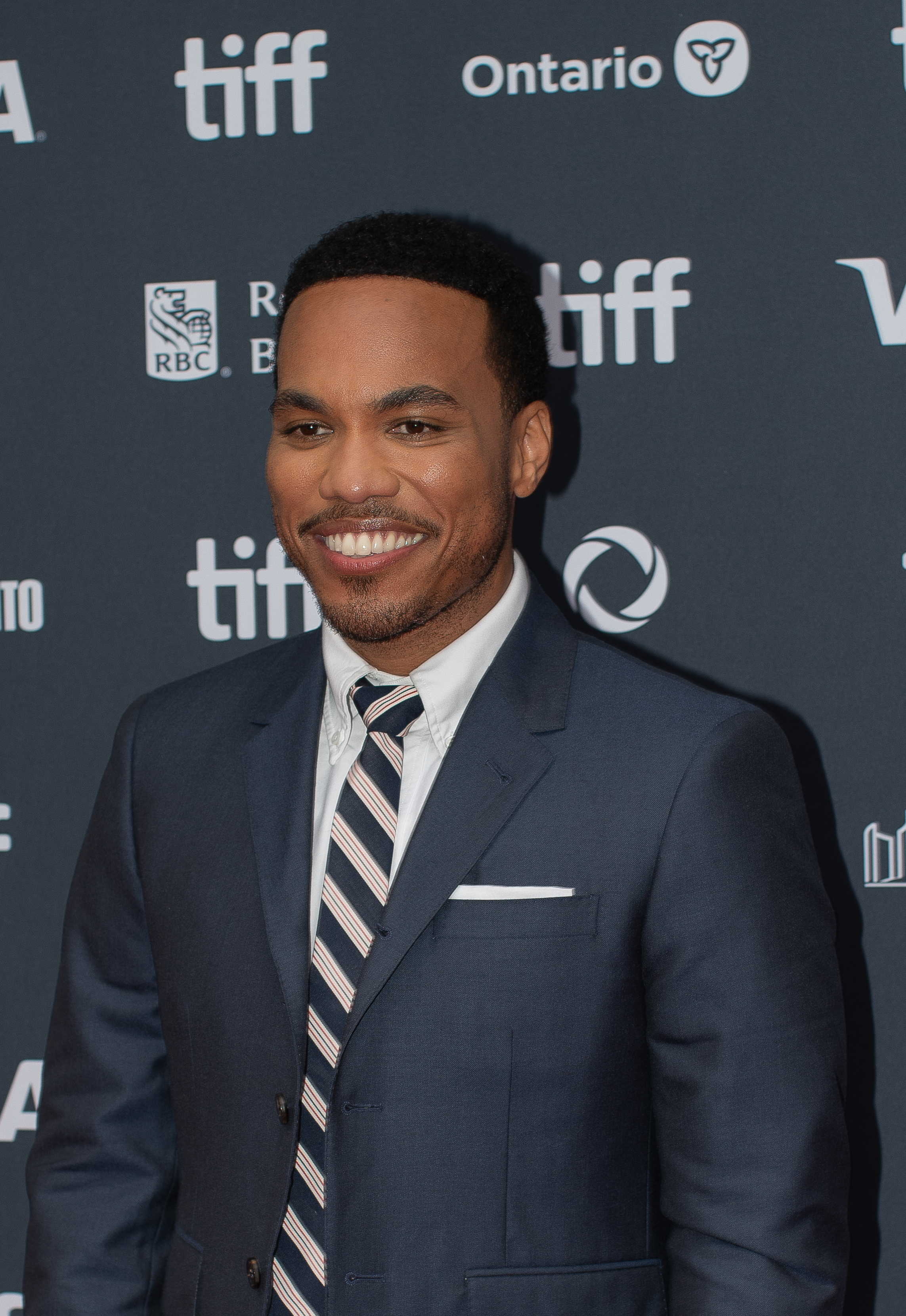
Anderson Paak bei der Premiere von K-Pops im September 2024 beim Toronto International Film Festival

2021 veröffentlichte .Paak gemeinsam mit Bruno Mars unter dem gemeinsamen Namen Silk Sonic die Single Leave the Door Open. Sie wurde in den Billboard Hot 100 .Paaks erster Nummer-eins-Hit und gewann alle vier Grammys der 64. Vergabe, für die sie nominiert war (Record of the Year, Song of the Year, Best R&B Song & Best R&B Performance). Mit Skate und Smokin Out the Window folgten zwei weitere Auskopplungen, bevor im November 2021 das Silk-Sonic-Album An Evening with Silk Sonic erschien.
Ende des Jahres gründete Anderson .Paak außerdem ein eigenes Musiklabel mit dem Namen Apeshit Inc., als Imprint der Universal Music Group. Das „Ape“ (neben der eigentlichen Bedeutung im Englischen für Menschenaffen) soll dabei für Anderson .Paak Empire stehen. Als erstes unter Vertrag genommen wurde im April 2022 das Fusion-Duo Domi & JD Beck.

### 2024
Paaks Regiedebüt K-Pops mit ihm selbst, Jee Young Han	und Soul Rasheed in den Hauptrollen feierte im September 2024 beim Toronto International Film Festival seine Premiere.

## Diskografie

### Solokarriere
Alben
- 2012: O.B.E., Vol. 1 (als Breezy Lovejoy)
- 2014: Venice
- 2016: Malibu (UK: Silber)
- 2018: Oxnard
- 2019: Ventura
- 2021: An Evening with Silk Sonic (als Silk Sonic mit Bruno Mars)

EPs
- 2010: Violets Are Blue
- 2013: Cover Art
- 2015: The Anderson .Paak EP (von den Blended Babies; Anderson .Paak ist auf jedem Lied gefeaturet)

Singles (mit Auszeichnungen)
- 2015: Am I Wrong (feat. Schoolboy Q, US: Gold)
- 2016: Come Down (UK: Silber, US: Platin)
- 2016: Dang! (feat. Mac Miller feat. Anderson .Paak, UK: Gold, US: ×2Doppelplatin )
- 2018: Tints (feat. Kendrick Lamar, US: Gold)
- 2018: Bubblin’ (US: Gold)
- 2019: RNP (Cordae feat. Anderson Paak, US: Gold)
- 2019: Make It Better (feat. Smokey Robinson, US: Gold)

## Auszeichnungen für Musikverkäufe
| Goldene Schallplatte - Dänemark - 2019: für das Album Malibu - 2022: für die Single Dang! - Frankreich - 2022: für die Single Dang! - Portugal - 2022: für die Single Dang! | Platin-Schallplatte - Australien - 2025: für die Single Places to Be - Neuseeland - 2020: für die Single Dang! - 2022: für die Single Come Down - 2023: für das Album Malibu 2× Platin-Schallplatte - Neuseeland - 2023: für die Single RNP |

Anmerkung: Auszeichnungen in Ländern aus den Charttabellen bzw. Chartboxen sind in ebendiesen zu finden.
| Land/RegionAuszeichnungen für Musikverkäufe (Land/Region, Auszeichnungen, Verkäufe, Quellen) | Silber     | Gold       | Platin     | Verkäufe  | Quellen              |
| -------------------------------------------------------------------------------------------- | ---------- | ---------- | ---------- | --------- | -------------------- |
| Australien (ARIA)                                                                            | —          | —          | Platin1    | 70.000    | aria.com.au          |
| Dänemark (IFPI)                                                                              | —          | 2× Gold2   | —          | 55.000    | ifpi.dk              |
| Frankreich (SNEP)                                                                            | —          | Gold1      | —          | 100.000   | snepmusique.com      |
| Neuseeland (RMNZ)                                                                            | —          | —          | 5× Platin5 | 135.000   | radioscope.co.nz NZ2 |
| Portugal (AFP)                                                                               | —          | Gold1      | —          | 5.000     | Einzelnachweise      |
| Vereinigte Staaten (RIAA)                                                                    | —          | 6× Gold6   | 3× Platin3 | 6.000.000 | riaa.com             |
| Vereinigtes Königreich (BPI)                                                                 | 3× Silber3 | Gold1      | —          | 860.000   | bpi.co.uk            |
| Insgesamt                                                                                    | 3× Silber3 | 11× Gold11 | 9× Platin9 |           |                      |

## Tourneen
- Andy’s Beach Club (mit Free Nationals) (2019)
- The Best Teef In the Game Tour (mit Free Nationals) (2020)

## Auszeichnungen
- Soul Train Music Awards
  - 2016: Centric Certified Award
- Grammy Awards
  - 2019: Award for Best Rap Performance für Bubblin’
  - 2020: Award for Best R&B Album für Ventura
  - 2020: Award for Best R&B Performance für Come Home
  - 2021: Award for Best Melodic Rap Performance für Lockdown
  - 2022: Award for Best R&B Performance für Leave the Door Open (mit Bruno Mars als das Duo Silk Sonic)
  - 2022: Award for Song of the Year für Leave the Door Open (mit Bruno Mars als das Duo Silk Sonic)
  - 2022: Award for Best R&B Song für Leave the Door Open (mit Bruno Mars als das Duo Silk Sonic)
  - 2022: Award for Record of the Year für Leave the Door Open (mit Bruno Mars als das Duo Silk Sonic)